# 華歆
華 歆（か きん）は、中国後漢末期から三国時代の魏にかけての政治家。字は子魚。青州平原郡高唐県（現在の山東省聊城市高唐県）の人。当初孫策・孫権に仕え、後に魏の重臣となった。妻は滕氏。子は華表（字は偉容）・華博・華周・華炳（字は偉明）。弟は華緝。孫は華廙・華岑・華嶠・華鑒・華澹・華簡。曾孫は華軼（華澹の子）。また、駱統の生母を側室とした。『三国志』魏志「鍾繇華歆王朗伝」に伝がある。

## 生涯
故郷が地方の中でも名高い繁華街であったことから、官吏らが休日に皆そこで遊んでいたが、華歆は門を閉ざし家から出なかった。議論においても常に公平で、決して相手を傷つけるような言動は取らなかった。『魏略』によると、若い頃に邴原・管寧と遊学し、3人は親しくつきあっていたという。時の人は、3人合わせて「一龍」と呼んだ。華歆が龍の頭、邴原が腹、管寧が尾とされた。
同郡の陶丘洪は華歆と名声を競っていた。冀州刺史の王芬が霊帝廃位を企んだ時、華歆がその計画に乗ろうとした陶丘洪を厳しく諌めたため、陶丘洪は華歆を認めるようになった。
孝廉に推挙されて郎中となったが、病気のため辞職した。中平6年（189年）に霊帝が崩御すると、鄭泰・荀攸らと共に何進に召し出され尚書郎となった。董卓が実権を握り長安へ遷都した後、華歆は下邽県令として地方に出ることを願ったが、病気のため任地に赴けなかった。後に藍田から南陽に向かったが、当時穣にいた袁術に引き留められた。華歆は袁術に董卓を討つよう進言したが、採用されなかったため袁術の元を去った。丁度、馬日磾が長安の朝廷から関東安定のために派遣されていたので、華歆はその属官となった。また、東の徐州までやってきた時、詔により豫章太守に任命された。
華歆の政治は簡潔・公正であったので、官民はこれを幸いとし、彼に敬意を表した。『魏略』によると、孫策に追われ近隣に駐屯していた劉繇が没すると、その家臣達が華歆を頼ろうとしたが、華歆は勝手に揚州刺史に任命されることは良くないとして、これを拒絶したという。
建安4年（199年）に孫策が豫章に攻め込むと、華歆は孫策が用兵に巧であることを知り、隠士の被る頭巾を被って降伏した。孫策も華歆の声望を知っていたため、彼を上客として礼遇した。
翌5年（200年）、孫策が死ぬと孫権に仕えたが、間もなく官渡にいた曹操から招聘された。孫権は引きとめたが、華歆が自分を派遣し曹操と誼を交わすよう進言すると、孫権は喜んで中央へ赴かせた。出発の時は数千人の賓客達に見送られ、餞別も多額に上ったが、華歆は餞別に印を付けておき、いよいよ出発する時になって、賓客達に全て送り返した。賓客達は華歆の徳義に感嘆したという。
中央に赴くと議郎に任命され、司空の軍事に参与したのを皮切りに、尚書・侍中といった要職に就くようになり、荀彧に代わって尚書令を任された。建安22年（214年7月）、曹操の孫権征伐の際は軍師に任命され、217年6月には後漢の御史大夫となった。延康元年（220年）2月、曹丕が曹操の王位を継ぐと魏の相国に任命された。黄初元年（同年）11月、皇帝となった曹丕（文帝）は相国を司徒と改称した。この時、鍾繇・華歆・王朗という曹操以来の名臣が三公となっており、曹丕は「この三公は一代の偉人であり、後世でこれを継ぐことは難しいだろう」と言った（「鍾繇伝」）。
華歆は魏の諸臣の中でも際だって厚く遇されていたが、自身は清貧に甘んじ俸禄や恩賞を九族に分け与えていたため、家には僅かな貯えも残らなかった。ある時、公卿の全員に官婢が下賜されたことがあったが、華歆は彼女らの身分を解放して、他家に嫁がせてやった。曹丕はこれを賞したという。またある時、三公の役所で「人事では徳行を重んじるべきで、経典の試験の比重を軽くすべきではないか」という意見が出された。しかし、華歆はこれに反論し「学問の存立こそが王道を盛んにするのだ」と述べた。
同4年（223年）、曹丕に独行の君子を推挙するよう命じられると、華歆は旧友の管寧を推挙した。曹丕が車を用意して管寧を召し出そうとしたが、管寧は遼東半島から故郷に戻ったきり、結局仕官を辞退した。
同7年（226年）、曹叡（明帝）が即位すると博平侯に封じられ、500戸の加増を受けて1300戸を領するようになり、太尉に転官となった。この頃、老齢を理由に太尉の位を親友の管寧に譲って隠居したいと嘆願したが、聞き入れられなかった。曹叡が、かえって散騎常侍の繆襲を派遣し強い口調で出仕を求めたため、華歆は仕方なく出仕した。
太和4年（230年）、曹真が子午街道を通って蜀漢に侵攻しようとした。曹叡も戦役を鼓舞しようと許昌に行幸していたが、華歆は天命を待つべきだとし非戦論を唱えた。曹叡は、天命を探っているのであって、むやみに武力に訴えようというわけではないとの旨を返答し、華歆の忠告に感謝の念を示した。結局、秋に大雨が降ったため曹叡は曹真に命じ撤退させた。
同5年12月20日（232年1月30日）に病死し、敬侯と諡された。子の華表が爵位を継いだ。『魏書』によると75歳であったという。これより前、曹丕の時代に所領の一部を分け与え、弟の華緝が列侯されている。
正始4年（243年）秋7月、曹芳（斉王）は詔勅を下し、曹操の廟庭に功臣20人を祭った。その中には華歆も含まれている（「斉王紀」）。
子孫は魏・晋両朝の時代に栄えた。孫の華嶠（華表の子）は後漢の歴史をまとめた『漢書』を著した。

## 評価
『三国志』の著者である陳寿は、華歆を純潔で徳性を備えた人物として評価している。
また、孫の華嶠の『譜叙』（先祖の系譜を述べた文）によると、西京の乱（董卓による長安遷都）の頃、鄭泰らと武関に向けて脱出しようとしたことがあった。途中で、1人の男が仲間に加わりたいと願い出ると、他の仲間が承知したが、華歆だけは反対した。しかし、見捨てるには忍びないと他の仲間が言ったため、結局同行を許した。その男が道中の井戸に落ちると、仲間たちは見捨てようとした。華歆は「既に仲間に入れた以上、見捨てるのは信義に反する」と助け出した。このことから、人々は華歆の大義を評価したという。『譜叙』は子孫による祖先顕彰の色合いが強く、孫策への降伏後に孫策や群臣達から一目置かれたという「華独座」の逸話も、また『譜叙』の語るものである。
南朝宋の『世説新語』では、上述の鄭泰達との逸話を王朗と華歆が孫策から逃れた時のものとして翻案し、収録している（世説新語/徳行参照。他の仲間の役を、王朗に割り振っている）。
この逸話の他にも、『世説新語』での華歆は「厳しくも情のある人物」として描かれており、六朝においてはそのようなイメージで捉えられていた可能性が高い。その一方で「徳行篇」では、管寧が金銭に全く興味を持たないのに対し、華歆が多少の未練を示したり、貴族の車見たさに勉強を中座したため、管寧は蓆を引き裂いて座席を別にし「お前は私の友人ではない」と絶交した話も載せられている。
呉の人の作とされる『曹瞞伝』においては、建安19年（214年）に曹操が伏皇后を廃そうとした際、華歆が郗慮の副使として兵を率いて宮中に入り、壁の中に隠れていた伏皇后を引きずり出すという暴挙を行なったと記されている。陳寿の『三国志』魏書の「華歆伝」にはこの話が採用されていないが、裴松之は「武帝紀」注に『曹瞞伝』の記事を付けている。『三国志』の1世紀以上後に完成した范曄の『後漢書』「伏皇后紀」では、『曹瞞伝』の記事をほぼそのまま採用している。

## 三国志演義
小説『三国志演義』では、当初は孫策に席捲された勢力の一つとして名のみ登場する。曹操が孫権と誼を通じるため使者を送ると、その返礼の使者として曹操の元に赴き、そのまま引きとめられる。伏皇后を廃位する場面は『曹瞞伝』の叙述が採用され、冷酷で権力者に阿る悪辣な人物に描かれている。
曹操の死後、曹植の才能を妬む曹丕の心につけ込み、曹植の詩才を試した上で、上手く詩作できなかったらそれを口実に殺せばいいと進言している。さらに王朗達と共に献帝を脅迫して禅譲を強要し、魏が建国されるとその功績により位人臣を極めることになっている。
曹叡即位後、蜀の諸葛亮の離間計にかかり、長安に駐屯する司馬懿の兵権を奪い誅殺するよう上奏している。